# Vesele, Pavlohrad
Vesele (în ucraineană Веселе) este un sat în comuna Veazivok din raionul Pavlohrad, regiunea Dnipropetrovsk, Ucraina.

## Demografie
Componența lingvistică a localității Vesele
     Ucraineană (93,03%)
     Rusă (6,47%)
Conform recensământului din 2001, majoritatea populației localității Vesele era vorbitoare de ucraineană (93,03%), existând în minoritate și vorbitori de rusă (6,47%).